# Сєверомуйськ
Сєверомуйськ (рос. Северомуйск) — робітниче селище Муйського району, Бурятії Росії. Входить до складу Міського поселення Сєверомуйського.
Населення — 1130 осіб (2015 рік).
Створене 1977 року.